# Mons Bradley
El Mons Bradley es un macizo lunar en el sistema de los Montes Apenninus, a lo largo del borde oriental del Mare Imbrium. Está situado al oeste del cráter Conon. Al oeste de este pico se encuentra la rima Bradley.
Las coordenadas selenográficas del pico son 21°44′N 0°23′E / 21.73, 0.38. Tiene un diámetro máximo de 30 km en la base, y se eleva hasta una altura de alrededor de 4,2 km. Su nombre le fue dado por el astrónomo inglés James Bradley.

## Rima Bradley
Se trata de una rima de tipo graben, situada en la parte suroriental del Mare Imbrium, junto a la cordillera de los Montes Apenninus. Al noroeste se encuentra el cráter Archimedes. La rima sigue un curso dirección suroeste, comenzando en el Palus Putredinis, y atraviesa una región con estratificación cruzada hummocky. Al este del límite septentrional de la rima se encuentra la rima Hadley y el lugar de alunizaje de la misión Apolo 15. Este accidente geográfico está centrado en las coordenadas selenográficas 23°48′N 1°12′O / 23.8, -1.2 y tiene un diámetro máximo de 161 km. La rima fue bautizada en referencia al próximo Mons Bradley. Hay varios cráteres pequeños cerca de esta rima con nombres asignados por la UAI (Ann, Ian, Kathleen, Michael y Patricia), cuyos datos principales se detallan en la tabla siguiente:
| Cráter   | Coordenadas                   | Diámetro | Origen del nombre        |
| -------- | ----------------------------- | -------- | ------------------------ |
| Ann      | 25°07′N 0°03′O / 25.11, -0.05 | 3 km     | Nombre femenino hebreo   |
| Ian      | 25°43′N 0°23′O / 25.72, -0.39 | 1 km     | Nombre masculino gaélico |
| Kathleen | 25°20′N 0°50′O / 25.34, -0.83 | 5 km     | Nombre femenino irlandés |
| Michael  | 25°03′N 0°13′O / 25.05, -0.21 | 4 km     | Nombre masculino inglés  |
| Patricia | 24°55′N 0°30′O / 24.91, -0.50 | 5 km     | Nombre femenino inglés   |

Véase también Anexo:Montañas lunares